# S1mple
Aleksandr Kostyliev (født 2. oktober 1997), bedre kendt som s1mple, er en ukrainsk professionel Counter-Strike 2 (CS2)-spiller, der spiller for holdet FaZe Clan.

## Karriere
Kostylievs karriere i Counter-Strike: Global Offensive, forløberen til Counter-Strike 2, startede i 2013, da han sluttede sig til sit første semi-professionelle hold, LAN DODGERS. Pr. august 2018 havde han vundet 7 MVP'er, hvoraf 5 af disse var i 2018.

### 2014
I februar 2014 flyttede han til Courage-Gaming og flyttede derefter til andre mindre kendte hold.
Den 2. februar 2014 fik Kostyliev et forbud i at spille i ESLs konkurrencer for at snyde og forsøge at omgå sin straf. Forbuddet blev officielt løftet to år senere.
Den 18. september 2014 flyttede Kostyliev til sit første seriøse hold, HellRaisers, hvor han erstattede Dauren "AdreN" Kystaubayev. På det tidspunkt blev holdet anset for at være i de top 15 bedste hold. HellRaisers tjente 23.000 USD, mens s1mple var på holdet.

### 2015
I midten af januar 2015 erstattede HellRaisers Kostyliev og medspiller Yegor "markeloff" Markelov med Egor "flamie" Vasilyev og tidligere HellRaisers-spiller AdreN. Kostyliev og Markelov kom senere på dAT Team. Kostyliev vandt MCS Open Season 1 Finals på dAT Team til en præmie på 5.000 USD. Efter mindre end en måned flyttede Kostyliev til holdet Evolution, og en måned efter til Evolution.Dark. DAT Team blev til Flipsid3 Tactics, og Kostyliev sluttede sig til denne.

### 2016
Den 2. januar 2016 meddelte Kostyliev sin underskrivelse med Team Liquid, et nordamerikansk hold. De besejrede Counter Logic Gaming for at komme i semifinalerne ved MLG Major Championship: Columbus, hvor de blev besejret af de endelige mestre i turneringen, Luminosity Gaming. Dette var første gang et nordamerikansk hold var i top 4 i en CS:GO Major siden den første Major, DreamHack Winter 2013. Ved den næste Major, ESL One Cologne 2016, kom Kostyliev og Team Liquid i finalerne, den første gang det nogensinde var sket for et nordamerikansk hold. Imidlertid blev de i finalen slået i et "Best of three" (dvs. at ét af holdene skal vinde mindst to kampe, før de har vundet) af SK Gaming (nu kendt som MIBR).
Senere forlod Kostyliev Team Liquid og sluttede sig til Natus Vincere, et hold fra hans hjemland, Ukraine. Snart efter at have sluttet sig til holdet vandt Na'Vi ESL One: New York til en pris på 125.000 USD.

### 2017
I 2017 blev Na'Vi top 4 ved ESL One: Köln 2017 og vandt Dreamhack Open Winter. Kostyliev blev kåret som den 8. bedste spiller i 2017 af HLTV.org.

### 2018
I 2018 vandt Na'Vi tre internationale turneringer (StarSeries iLeague Season 5, CS:GO Asia Championships og ESL One Cologne 2018). Ved den sidste Major i 2018, FACEIT Major: London 2018, kom Na'Vi i finalerne, men endte med at tabe til Astralis 2-0.

### 2021
I 2021 vandt Na'Vi og s1mple deres allerførste Major. CS:GO Majors er Valve-sponsererede turneringer og er de største og mest prestigefyldte CS:GO turneringer der kårer verdensmestrene. Majoren som s1mple og Na'Vi vandt, var PGL Major Stockholm 2021. Denne Major havde også en rekordhøj præmiepulje på 2.000.000 USD, hvor Na'Vi vandt halvdelen, 1.000.000 USD. Udover at nå en af sine livslange mål, at vinde en Major, blev s1mple også kåret som MVP.